# Eudonia gyrotoma
Eudonia gyrotoma là một loài bướm đêm trong họ Crambidae.